# Valerij
Valerij (také Valeriy, Valerii, Valéry nebo Valér) je mužské křestní jméno. Svátek má 18. dubna. Ženská podoba tohoto jména je Valérie.
Jméno je odvozeno od latinského jména Valerius, které má stejný základ jako Valentýn a to lat. valens („silný“). Valerij tedy znamená „silný“ nebo také „něco platný“.

## Domácké podoby
Val, Valda, Vali, Valík

## Cizojazyčné podoby
Valeriy (angličtina),
Валерый (běloruština),
Валери (bulharština),
Valére, Valéry (francouzština),
Valerio (italština),
Valerius (latina),
Valerij (maďarština),
Waleri (němčina),
Waleriusz, Waleri, Walery (polština),
Valeriu (rumunština),
Valér (slovenština),
Valerij (slovinština),
Valery (španělština),
Валерій (ukrajinština).

## Známí nositelé jména
- Valéry Giscard d'Estaing – prezident Francie v r. 1974–1981
- Valerij Charlamov – ruský hokejista
- Valerij Legasov – ruský vědec, vyšetřovatel Černobylské havárie
- Valerij Čkalov – ruský pilot
- Valerij Gergijev – ruský dirigent
- Valeriy Angelopol - ruský tanečník na ledě